# Park Chae-seo
Park Chae-seo est un espion sud-coréen ayant espionné la Corée du Nord dans les années 1990. Son nom de code est Vénus Noire (Black Venus).

## Carrière d'espion
Park Chae-seo commence sa carrière dans le renseignement militaire en 1990 où il enquête sur le début du programme nucléaire nord-coréen. 
En 1995, il rejoint le service secret sud-coréen Agence pour la planification de la sécurité nationale (APSN) qui lui donne son nom de code Black Venus. Il se forme un réseau en travaillant à Pékin pour une entreprise sud-coréenne d'importation de produits nord-coréens, alors exemptés de taxe. Il rend également plusieurs services aux officiels du régime nord-coréen, comme la libération en Chine du neveu de Jang Song-thaek, oncle de Kim Jong-un, ou l'aide à la vente de porcelaines anciennes céladon nord-coréennes, ou encore des pots-de-vin comme des fausses montres Rolex. À cette époque, à la suite de la chute de l'Union Soviétique, le régime nord-coréen est à la recherche de devises étrangères,,,.  
En 1997, il est invité à la Maison d'hôtes Paekhwawon de Pyongyang, où il rencontre durant 30 minutes Kim Jong-il, leader de la Corée du Nord, toujours concernant la vente de porcelaines. Un magnétophone est alors caché dans son urètre. En cas de capture, il prétend que les espions sud-coréens étaient formés à se suicider à mains nues, et donc sans pilule chimique,,,,.   
Avant la présidentielle sud-coréenne de 1997, il avance que des officiels nord-coréens lui ont déclaré que trois soutiens de Lee Hoi-chang, candidat conservateur à la présidence, leur ont demandé de bombarder le territoire sud-coréen. Ainsi, dit-il : "j'ai vu de mes propres yeux les Nord-Coréens compter des liasses de billets reçus des Sud-Coréens" contre une telle attaque. "Il y avait 36 liasses, chacune contenant 100.000 dollars", c'est-à-dire 3.6 millions de dollars. Les attaques dans les semaines précédant les élections en Corée du Sud étaient fréquentes et appelées "Vent du Nord". Il prévient alors ses supérieurs et l'entourage du candidat d'opposition Kim Dae-jung, qui révèle l'affaire au grand public. L'attaque n'a pas lieu et Kim Dae-jung remporte la présidentielle,,,. 
Park Chae-seo est arrêté en 2010 et condamné à 6 ans de prison, qu'il passe à l'isolement. Il lui est reproché d'avoir fourni des informations classées à la Corée du Nord, renseignements anodins qui visaient à gagner leurs confiance, selon ses dires,,,.